# Горелый (вулкан, США)
Горе́лый — активный стратовулкан на одноимённом острове, состоящий в архипелаге Алеутские острова, входящих в состав штата Аляска, США. Высота составляет 1573 метра.
Имеет диаметр 8×10 км. Расположен в 150 км к западу от вулкана Адагдак. Является самым северным вулканом из группы Деларова западной части Андреяновских островов. Сложен андезитовыми туфами. Состоит из 2 вершин (северного и южного кратера) на расстоянии 500 метров друг от друга и вулканической трещины, расположенной на юго-восточной склоне, которая образовалась во время извержения 1929 года. Тогда потоки лавы достигали моря. В результате того извержения возникли 13 кратеров на протяжении 4-х километрового вулканического разлома. Извержение носило фреатический характер и состояло из стекловидной пемзы, лапиллий, шлаков, незначительных выбросов лавы, исходящей из 4 источников, выброса обломочных пород. Основание вулкана состоит из обломочных пород и скал, которые находятся под водой. В седловине между вершинами время от времени образуется ледник. Диаметр северного кратера содержит кратер диаметром 300×350 м и глубиной 100 м. Диаметр южного кратера составляет порядка 300 м и образует амфитеатр, незначительно активны фумаролы. Начиная с 1760 года произошло более десятка извержений. Последний раз вулкан значительно извергался 17 августа 1989 года. Тогда произошёл выброс вулканического пепла из северного кратера на высоту 2300 метров. Извержение носило взрывной характер. Незначительные извержения происходили в последующие годы. Так, 27 сентября 1996 года выброс пепла достигал 1500 метров, извержение не зафиксировал спутник. 15 апреля 2008 года в районе Горелого произошло 2 сильных землетрясения магнитудой 6,6 и 6,4.